# Житники (Винницкая область)
Житники (укр. Житники) — село на Украине, находится в Мурованокуриловецком районе Винницкой области.
Код КОАТУУ — 0522885003. Население по переписи 2001 года составляет 339 человек. Почтовый индекс — 23413. Телефонный код — 4356.
Занимает площадь 2,433 км².

## Религия
В селе действует Свято-Михайловский храм Мурованокуриловецкого благочиния Могилёв-Подольской епархии Украинской православной церкви.

## Адрес местного совета
23413, Винницкая область, Мурованокуриловецкий р-н, с. Петриманы, ул. 40-летия Победы, 1